# Cricula
Genre
Cricula est un genre de lépidoptères (papillons) de la famille des Saturniidae.

## Liste d'espèces
Selon NCBI (19 févr. 2011) :
- Cricula elaezia

Selon Catalogue of Life (19 févr. 2011) :
- Cricula afenestra
- Cricula agria
- Cricula ampotoni
- Cricula andamanica
- Cricula andrei
- Cricula banggaiensis
- Cricula bornea
- Cricula burmana
- Cricula buruensis
- Cricula ceylonica
- Cricula drepanoides
- Cricula elaezia
- Cricula haumpottonee
- Cricula javana
- Cricula jordani
- Cricula luzonica
- Cricula nadari
- Cricula parvifenestrata
- Cricula quinquefenestrata
- Cricula sumatrensis
- Cricula trifenestrata
- Cricula vinosa
- Cricula zubsiana
- Cricula zuleika

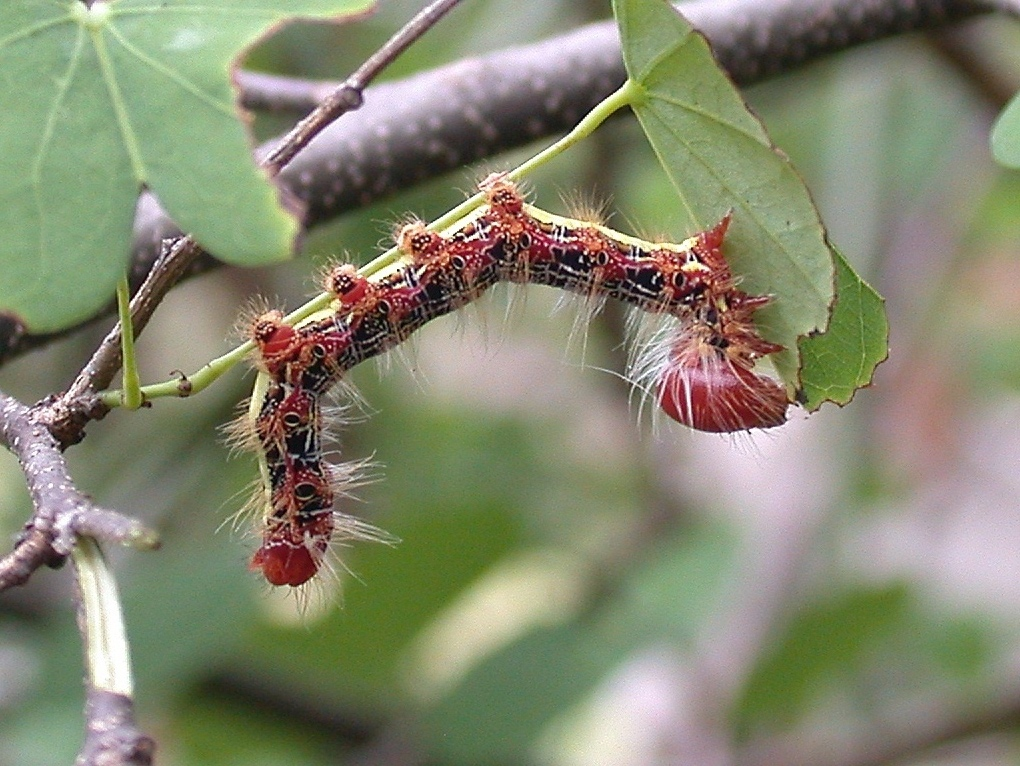
Chenille de Cricula trifenestrata, dans le Parc national de Kaeng Krachan, en Thaïlande.
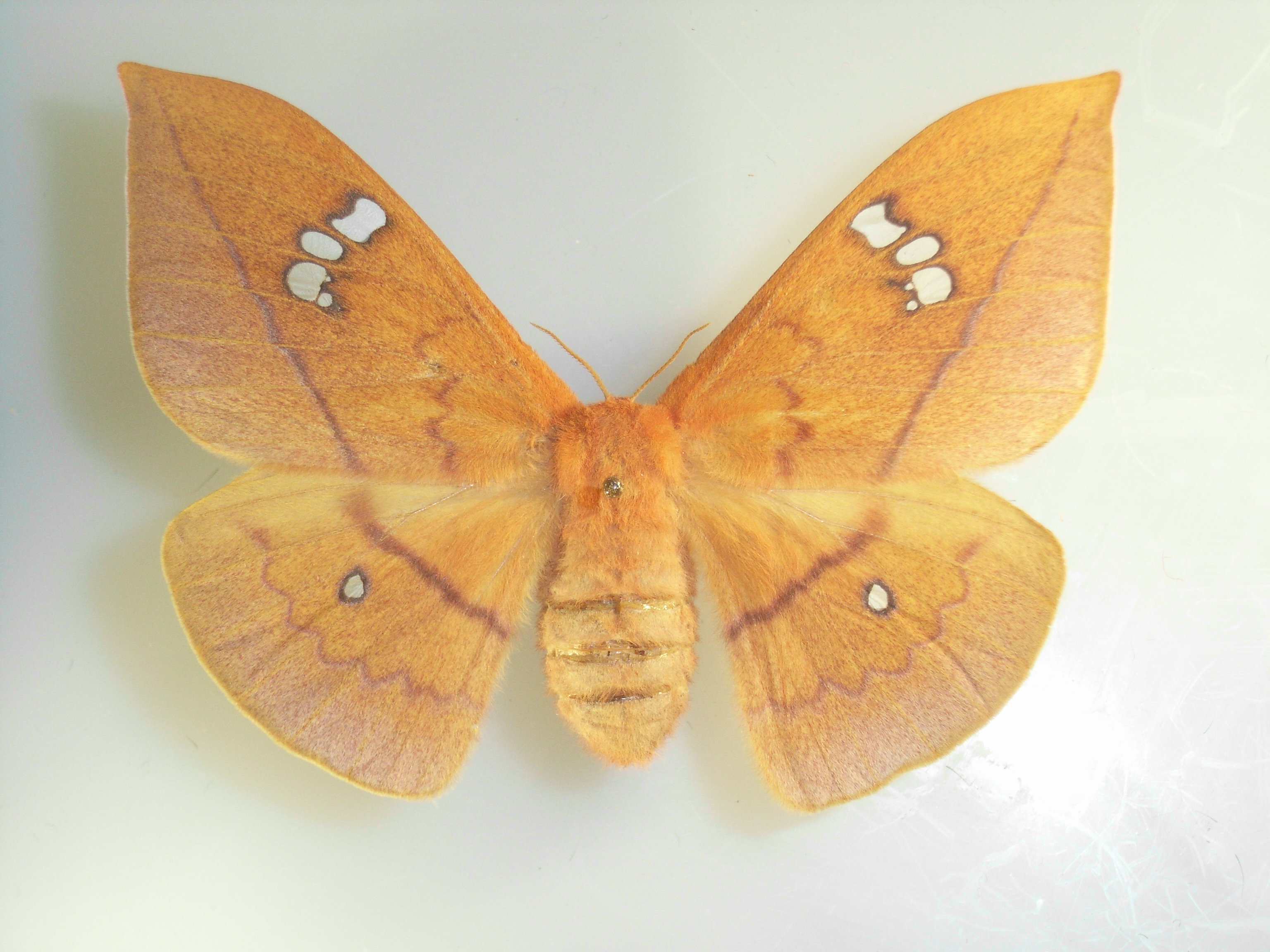
Cricula trifenestrata, femelle.